# الن اویرزون
الن اویرزون (انگلیسی: Alain Oyarzun؛ زادهٔ ۲۷ سپتامبر ۱۹۹۳) بازیکن فوتبال اهل اسپانیا است.
از باشگاه‌هایی که در آن بازی کرده‌است می‌توان به باشگاه فوتبال رئال سوسیداد، باشگاه فوتبال رئال ساراگوسا، باشگاه فوتبال نومانسیا، باشگاه فوتبال میراندس، و باشگاه فوتبال کوردوبا اشاره کرد.